# Gorica (Barban)
Gorica is een plaats in de gemeente Barban in de Kroatische provincie Istrië. De plaats telt 120 inwoners (2001).